# Jesús María"Pato"Araya Soto
Jesús María "Pato" Araya Soto ( 22 de abril de 1916 - 17 de septiembre de 1994) fue un futbolista costarricense, nacido en San José .Se ganó el apodo de "Pato" por su peculiar forma de correr, joven jugador del Orión F.C  

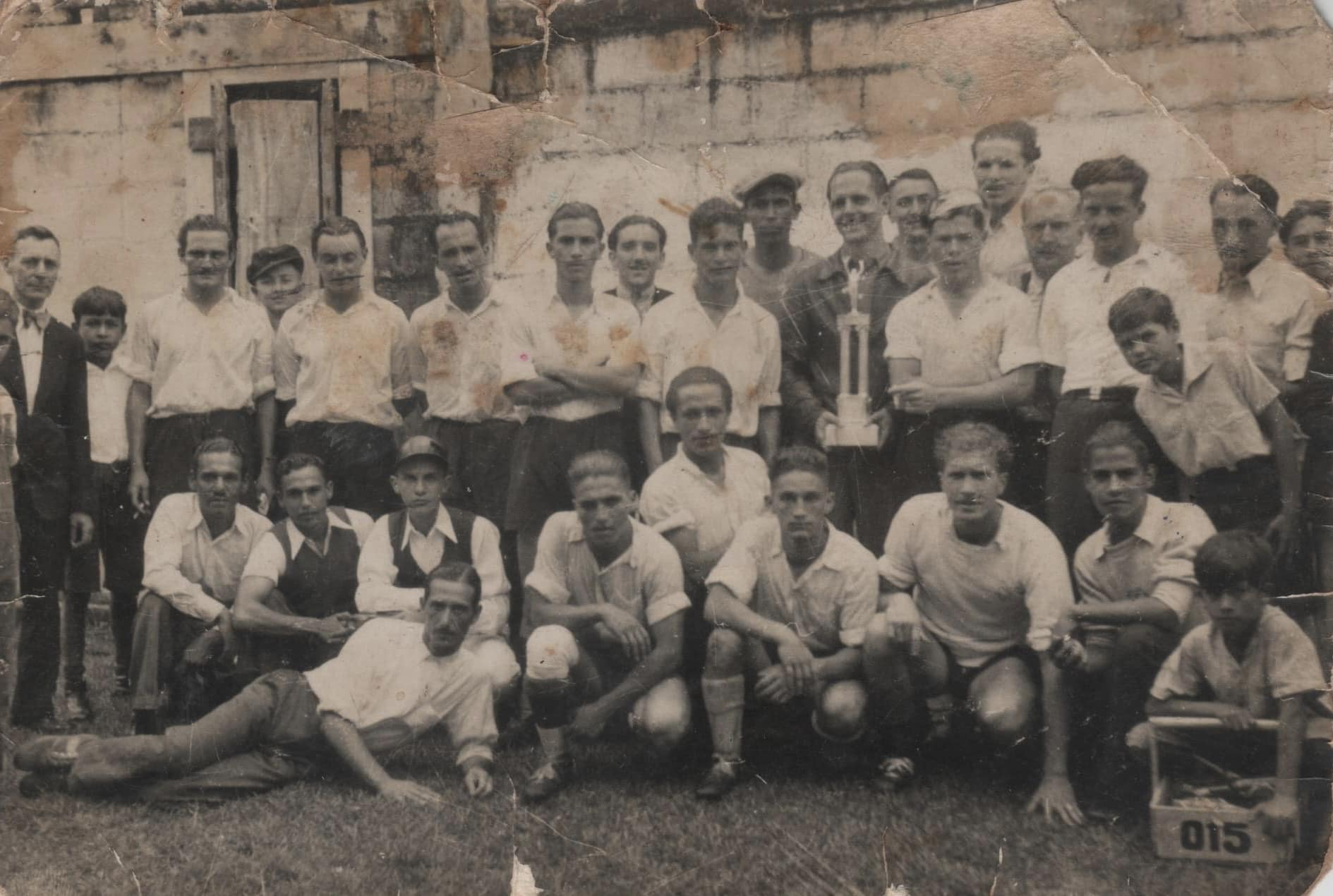
Equipo estuvo conformado por : Enrique Umaña, Juan Tellini, Carlos Silva Loaiza, Claudio Gómez, Ubaldo Cháves, José Monge, Numa Ruiz, Víctor Valerín, Walker Rodríguez, Carlos Robles, Carlos Muñoz, Armando Calleza, Oscar Rodríguez, Oscar Bolaños, Manuel Jiménez, Jesús " Pato "Araya, Alfredo Chacón, Jorge Lozano, Israel Delgado, Eugenio Jiménez, Jesús Jiménez, Alejandro Arguedas, Alfredo Piedra, Guido Matamoros y Miguel Bolaños., Ricardo Saprissa como Presidente del Orión 1938.

Campeón de la Primera División en 1938 tras ganar el torneo de copa, y consiguió su primer cetro de Primera división tras vencer a Liga Deportiva Alajuelense, siendo jugador y Presidente Ricardo Saprissa Ayma.     
Siendo un joven jugador del Orión FC, fue convocado por el entrenador Alejandro Morera Soto , para representar a la Selección Nacional de fútbol de Costa Rica entre 1941 y 1946, anotando 11 goles en nueve partidos ( con un promedio de 1,22 goles por partido), su primera convocatoria fue disputar el Primer Campeonato Centroamericano y del Caribe, que se realizó en el antiguo Estadio Nacional de Costa Rica del 8 al 18 de mayo de 1941.  
El Sábado 10 de mayo de 1941 el Estadio Nacional recibió el primer juego del certamen para costarricenses y nicaragüenses. 3 colones en palco, 2 en sombra y uno en sol fueron los precios establecidos,el servicio de Autobuses Fénix S.A., conocidos como “Los Plateados”, dio transporte a los aficionados hasta el estadio por 10 céntimos la carrera., el encuentro inicio a las 10:00 a. m. con la asistencia en el palco del Presidente Dr. Rafael Ángel Calderón Guardia.
La contienda tuvo un solo equipo que dominó al otro de forma abrumadora, el nerviosismo de enfrentar a la oncena local, alentada por un estadio lleno, generó que los dos primeros tantos de la Tricolor fueran autogoles pinoleros, de Abraham Rocha y Humberto Martínez.
Jesús María “Pato” Araya fue el autor de un triplete, con el 3-0, 4-0 y 5-0. Walker Rodríguez se encargó del 6-0. La reacción nica vino con Dolores “Lolo” Morales para el 6-1 con el que acabaron los primeros 45 minutos , siendo el " Pato " Araya de uno de los máximos goleadores del torneo. En el partido inaugural, Araya marcó un hattrick, anotando para poner el marcador 3-0, 4-0 y 5-0; el partido terminó 7-2. Costa Rica ganó el campeonato.   
Fuera del fútbol, trabajó como pintor de Casas.

## Estadísticas de Carrera

### Internacional
| selección nacional | Año   | Aplicaciones | Objetivos |
| ------------------ | ----- | ------------ | --------- |
| Costa Rica         | 1941  | 4            | 7         |
| Costa Rica         | 1946  | 5            | 4         |
| Total              | Total | 9            | 11        |

### Goles Internacionales
Las puntuaciones y resultados enumeran primero el recuento de goles de Costa Rica, la columna de puntuación indica la puntuación después de cada gol de Costa Rica.
| N.º | Fecha                   | Evento                                    | Adversario  | Puntaje | Resultado | Competencia                                  |
| --- | ----------------------- | ----------------------------------------- | ----------- | ------- | --------- | -------------------------------------------- |
| 1   | 11 de mayo de 1941      | Costa Rica                                | Panamá      | 3–0     | 7–2       | Campeonato CCCF de 1941                      |
| 2   | 11 de mayo de 1941      | Costa Rica                                | Panamá      | 4–0     | 7–2       | Campeonato CCCF de 1941                      |
| 3   | 11 de mayo de 1941      | Costa Rica                                | Panamá      | 5–0     | 7–2       | Campeonato CCCF de 1941                      |
| 4   | 13 de mayo de 1941      | Costa Rica                                | Curaçao     | 2-0     | 6–2       | Campeonato CCCF de 1941                      |
| 5   | 13 de mayo de 1941      | Costa Rica                                | Curaçao     |         | 6–2       | Campeonato CCCF de 1941                      |
| 6   | 18 de mayo de 1941      | Costa Rica                                | El Salvador | 1–0     | 3–1       | Campeonato CCCF de 1941                      |
| 7   | 18 de mayo de 1941      | Costa Rica                                | El Salvador | 3–1     | 3–1       | Campeonato CCCF de 1941                      |
| 8   | 10 de diciembre de 1946 | Estadio Municipal, Barranquilla, Colombia | 1912        | ? –0    | 12–0      | Juegos Centroamericanos y del Caribe de 1946 |
| 9   | 10 de diciembre de 1946 | Estadio Municipal, Barranquilla, Colombia | 1912        | ? –0    | 12–0      | Juegos Centroamericanos y del Caribe de 1946 |
| 10  | 10 de diciembre de 1946 | Estadio Municipal, Barranquilla, Colombia | 1912        | ? –0    | 12–0      | Juegos Centroamericanos y del Caribe de 1946 |
| 11  | 14 de diciembre de 1946 | Estadio Municipal, Barranquilla, Colombia | Venezuela   | 3–0     | 4–2       | Juegos Centroamericanos y del Caribe de 1946 |